# Esentai Tower
Der Esentai Tower ist ein Wolkenkratzer in der kasachischen Stadt Almaty. Entworfen wurde der Esentai Tower vom amerikanischen Architektenbüro Skidmore, Owings and Merrill. Erbaut wurde das höchste Gebäude von Almaty von 2006 bis 2008 im Esentai Park Komplex im Süden der Stadt.
Der Wolkenkratzer beherbergt ein JW Marriott Hotel mit 175 Zimmern und in den sechs obersten Stockwerken 30 Apartments. Außerdem befinden sich Büroräume von Ernst & Young, HSBC, Credit Suisse und Renaissance Capital im Gebäude.